# Naturlandskap

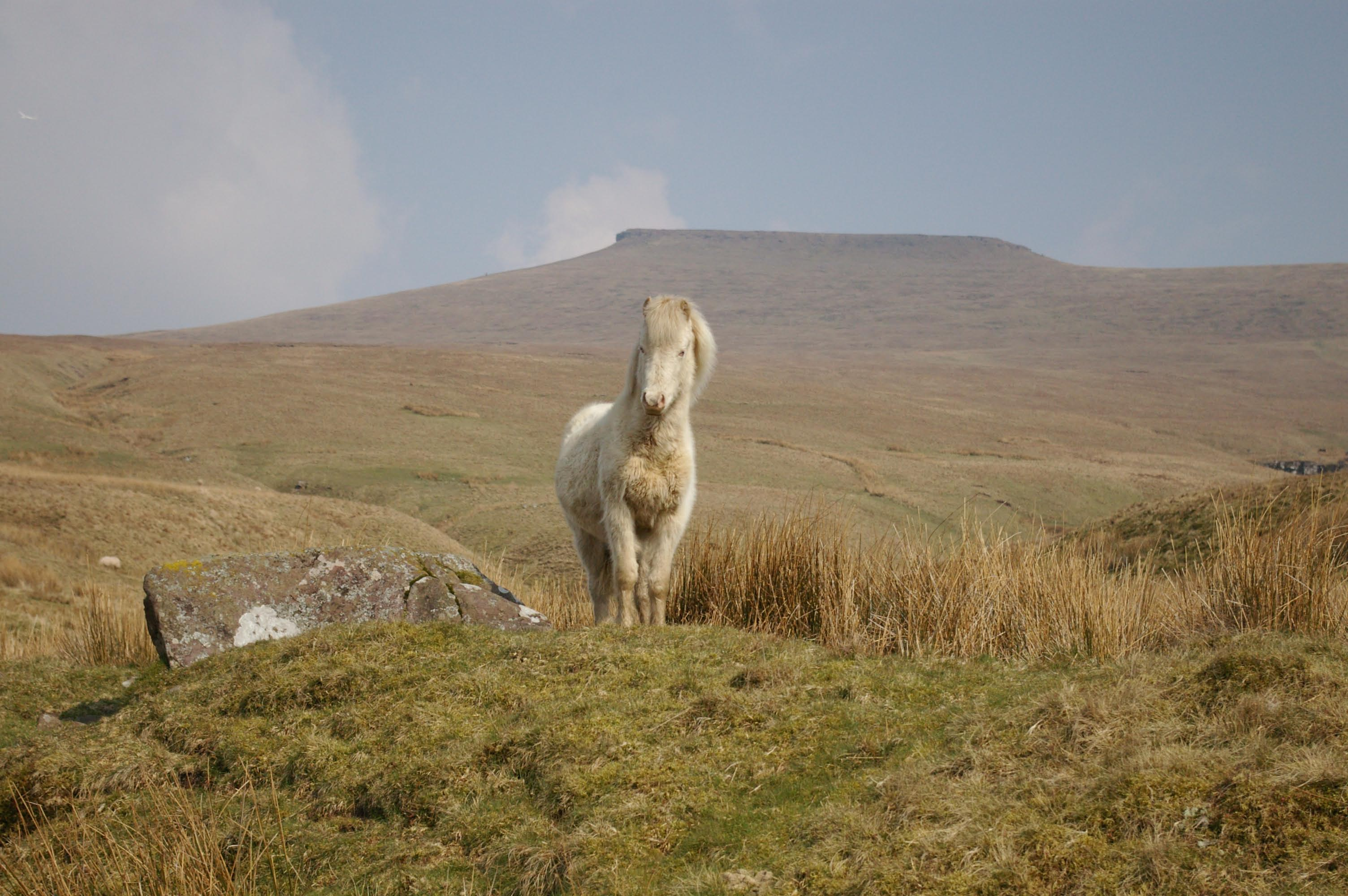
En welsh mountain pony i Brecon Beacons National Park, Wales.

Ett naturlandskap är en plats där människan påverkat landskapet väldigt lite eller inget alls. I den industrialiserade delen av världen är det mer eller mindre omöjligt att hitta ett sådant landskap.
Jämför med kulturlandskap, som är ett landskap som människan påverkat på olika sätt.

## Naturlandskap i Sverige
I Sverige skulle möjligen de små resterna av urskog, de yttersta obebodda skären längs kusterna, samt delar av fjällen, kunna kallas naturlandskap.